# Mujer con gallinas
La mujer con gallinas, también conocida en gallego como a moza das galiñas, es un conjunto escultórico creado por la escultora española Cuqui Piñeiro situado en la ciudad española de Pontevedra. Se encuentra en la calle Sierra en el centro histórico.

## Historia
La venta de gallinas vivas era una actividad mercantil que se desarrollaba antiguamente en el centro histórico de Pontevedra, especialmente en la plaza de Méndez Núñez que era denominada plaza de las Gallinas. Esta compra-venta también se realizaba en otras plazas del casco viejo como la plaza de la Verdura y la plaza de Teucro, así como en las inmediaciones del mercado de abastos.
La idea de instalar un conjunto escultórico relacionado con esta actividad frente al mercado de abastos surgió a raíz de las solicitudes de los comerciantes del mercado. Se decidió representar a gallinas como objeto de comercio, estrechamente ligadas a la actividad comercial en la plaza de abastos, además de ser un recordatorio del tradicional mercado de gallinas y pollos vivos que solía celebrarse al aire libre en algunas plazas de Pontevedra.
El conjunto escultórico fue instalado en su ubicación junto al mercado el 24 de noviembre de 2009 y fue inaugurado oficialmente el día después.
Debido a los robos recurrentes de las gallinas, en marzo de 2019 se decidió volver a colocar las aves como una única pieza de bronce en lugar de estar separadas en piezas exentas y con más espacio entre ellas.

## Descripción
El grupo escultórico está realizado en bronce que presenta una pátina de tono verdoso. Recrea uno de los antiguos mercados de gallinas que se celebraban antaño en la ciudad. Se compone de una figura principal, una vendedora de gallinas, y de cinco aves, cuatro gallinas y un gallo.
El tema abordado por el conjunto escultórico es de naturaleza popular. Una mujer alimenta a cuatro gallinas y un gallo, que se arremolinan a sus pies. Refleja una estampa típica del rural gallego.
La mujer viste un traje típico de una campesina gallega y complementa su atuendo con un sombrero para resguardarse del sol. Sosteniendo con cuidado su delantal lleno de grano en la mano izquierda, se dispone a alimentar a las gallinas. En su otra mano, muestra un puñado de granos que ofrece a las aves con un gesto amable, mientras dirige su mirada hacia ellas y lanza un reclamo con la boca entreabierta.
Ubicado frente al mercado central de la ciudad, el conjunto escultórico rinde tributo a la mujer gallega, reconocida por su constante laboriosidad, tal como se refleja en las vendedoras del propio mercado.

## Galería de imágenes

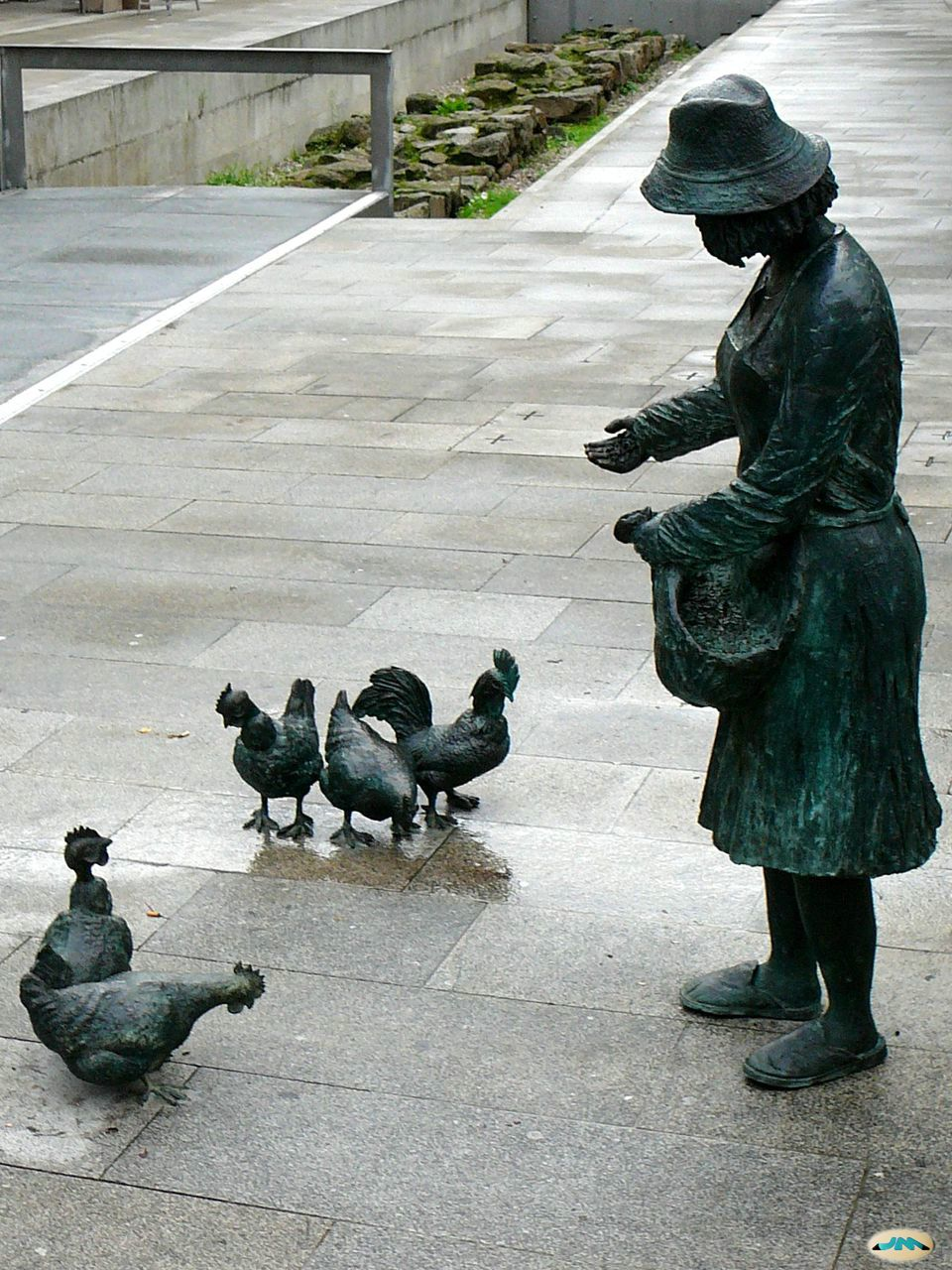
El conjunto escultórico en 2010
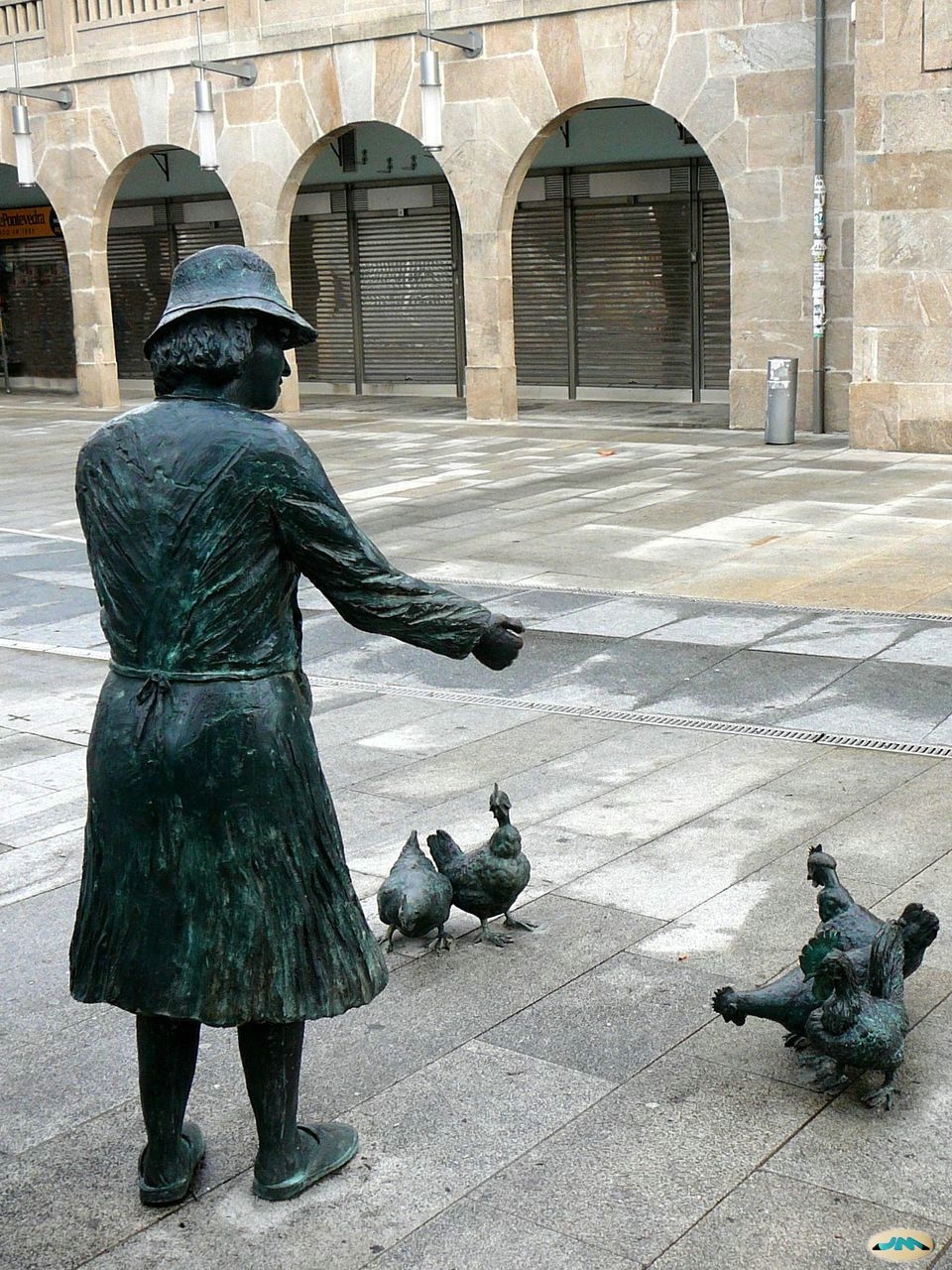
Parte posterior de la escultura con el mercado de abastos enfrente
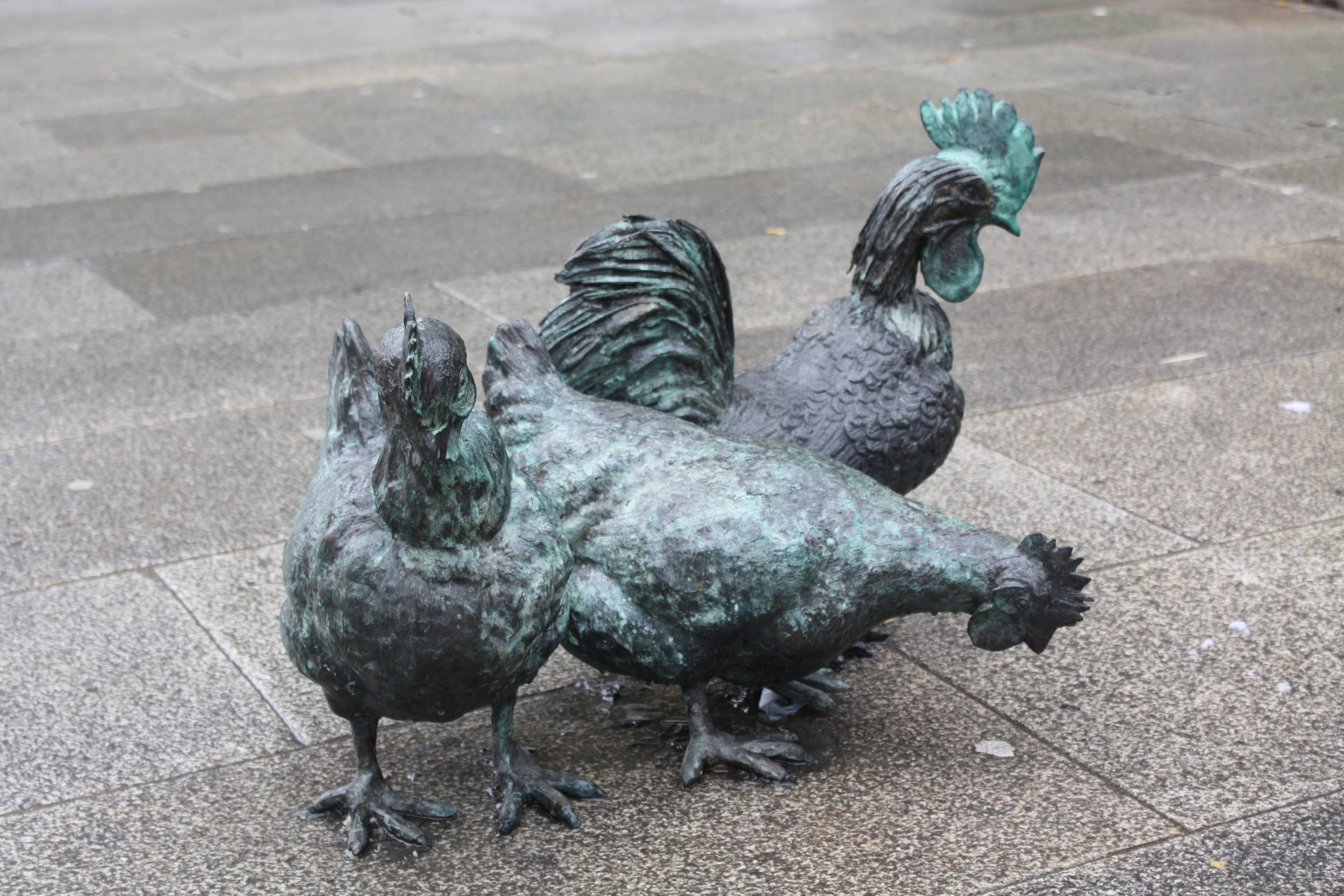
Las gallinas y el gallo